# 석복초등학교
석복초등학교는 대한민국 경상남도 함양군 함양읍 함양로 911 (삼산리)에 있었던 초등학교이다.

## 연혁
- 1932년 4월 28일 석복공립보통학교(4년제) 개교(설립인가 3월 31일)
- 1938년 4월 1일 석복공립심상소학교로 교명 변경[1]
- 1939년 3월 15일 6년제 인가
- 1941년 4월 1일 석복공립국민학교로 교명 변경[2]
- 1985년 9월 3일 병설유치원 개원
- 1996년 3월 1일 석복초등학교로 교명 변경[3]
- 1999년 2월 20일 제63회 졸업식(총 졸업생수 2,606명)
- 1999년 9월 1일 함양초등학교에 통합